# Ian Hopkinson
Ian John Hopkinson (sinh ngày 19 tháng 10 năm 1950) là một cựu cầu thủ bóng đá người Anh từng thi đấu ở vị trí tiền đạo tại Football League cho Barrow, Workington và Darlington, và ở Scottish League cho Berwick Rangers. Ông bắt đầu sự nghiệp với tư cách tập sự cùng với Newcastle United, và cũng chơi cho North Shields và Gateshead United.